# Fundada
Fundada is een plaats (freguesia) in de Portugese gemeente Vila de Rei en telt 676 inwoners (2001).